# Roche Tower 1
Pour les articles homonymes, voir Roche Tower (homonymie).
La Roche Tower 1, également appelée Tour Roche 1 ou Roche Tower (bâtiment 1), s’élève à 178 mètres et compte 41 étages. Située à Bâle, en Suisse, elle constitue le deuxième plus haut gratte-ciel du pays. Conçue par le cabinet d’architecture Herzog & de Meuron, elle fait partie du complexe Roche Towers, siège de la multinationale pharmaceutique Roche.
La construction de la tour s’inscrit dans le cadre d’une vaste restructuration du siège bâlois, qui inclut également la Roche Tower 2. Une troisième tour, initialement prévue pour atteindre 221 mètres, est envisagée, puis finalement abandonnée.

## Localisation
La Tour Roche se situe à Petit-Bâle, sur le site du siège de l’entreprise pharmaceutique Roche, à une altitude de 257 mètres. Le secteur est délimité par la Wettsteinallee et le Rhin, et traversé dans sa partie sud par la Grenzacherstrasse. C’est dans cette zone méridionale que s’élève la tour, venue remplacer l’ancien bâtiment 15, âgé de 80 ans.
À l’est, le parc Solitude, accompagné du musée Tinguely, borde les rives du Rhin. La Tour Roche se trouve à environ 1 500 mètres à vol d’oiseau à l’est du centre-ville de Bâle et reste visible depuis de nombreux points d’observation. À proximité immédiate, on trouve également la ligne ferroviaire menant à la gare de Badischer Bahnhof, ainsi que l’autoroute A2, toutes deux situées à quelques centaines de mètres seulement.

## Histoire

### Projet
En septembre 2006, le comité exécutif de Roche présente un premier projet de tour. Le bâtiment, également conçu à l’époque par le cabinet Herzog & de Meuron et baptisé Twist 2 Spirals, est initialement prévu pour atteindre 163 mètres de hauteur, puis revu à 154 mètres. Sa forme en double hélice doit permettre d’accueillir environ 2 400 postes de travail. Cependant, après plusieurs modifications, ce projet au style déconstructiviste est abandonné en 2008, en raison de coûts d’investissement jugés excessifs : la construction aurait coûté au moins 750 millions de francs suisses.
Un projet profondément révisé voit finalement le jour en décembre 2009. Cette nouvelle conception s’inspire du langage formel moderne de l’architecte Otto Rudolf Salvisberg. Prévu en béton blanc, le bâtiment se distingue par des bandes de fenêtres sombres dessinant une structure horizontale marquée. Le coût estimé de ce nouveau projet s’élève alors à 368 millions de francs suisses. Une refonte modérée vise à rendre la tour « plus discrète et plus symétrique » : les gradations en escalier sur la façade ouest sont revues, et les bandes horizontales, désormais parallèles à la rue, ne débordent plus, ce qui permet une meilleure intégration urbaine.
Le bâtiment 1, conçu selon le standard énergétique Minergie, est légèrement rehaussé et offre une surface totale de 76 000 m². Il prévoit d’accueillir environ 2 000 employés et comprend un auditorium de 500 places.
À l’issue de la phase de planification, achevée en décembre 2009, les étapes s’enchaînent rapidement : la planification débute en janvier 2010, le plan d’aménagement est approuvé en novembre de la même année, la demande de permis de construire est déposée en octobre, et le permis est délivré en février 2011. Sur l’emplacement prévu pour la tour, l’ancien bâtiment 15 de Salvisberg est démoli entre octobre 2010 et février 2011.

### Construction
Pour préparer les travaux de construction, le bâtiment 15 est démoli entre octobre 2010 et février 2011, afin de laisser place au futur gratte-ciel. Ce chantier s’effectue avec un minimum de vibrations, en raison de la proximité des laboratoires sensibles. Une fois le permis de construire délivré, les travaux de terrassement débutent en février 2011. La première pierre est posée le 9 mai 2012, au fond d’une fosse de près de 22 mètres de profondeur. Les coûts de construction sont alors estimés à 550 millions de francs suisses.

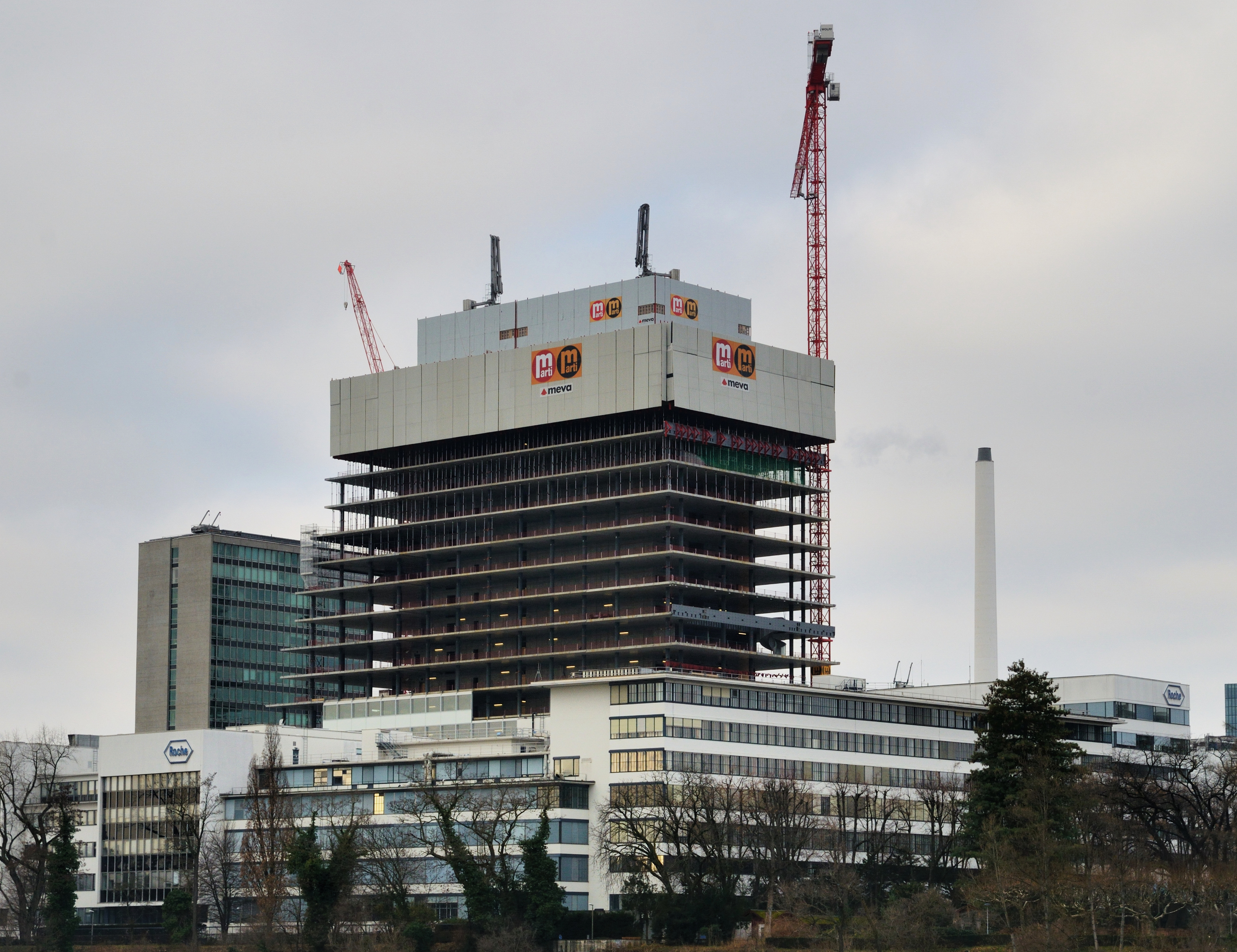
Le bâtiment 1 en janvier 2014.

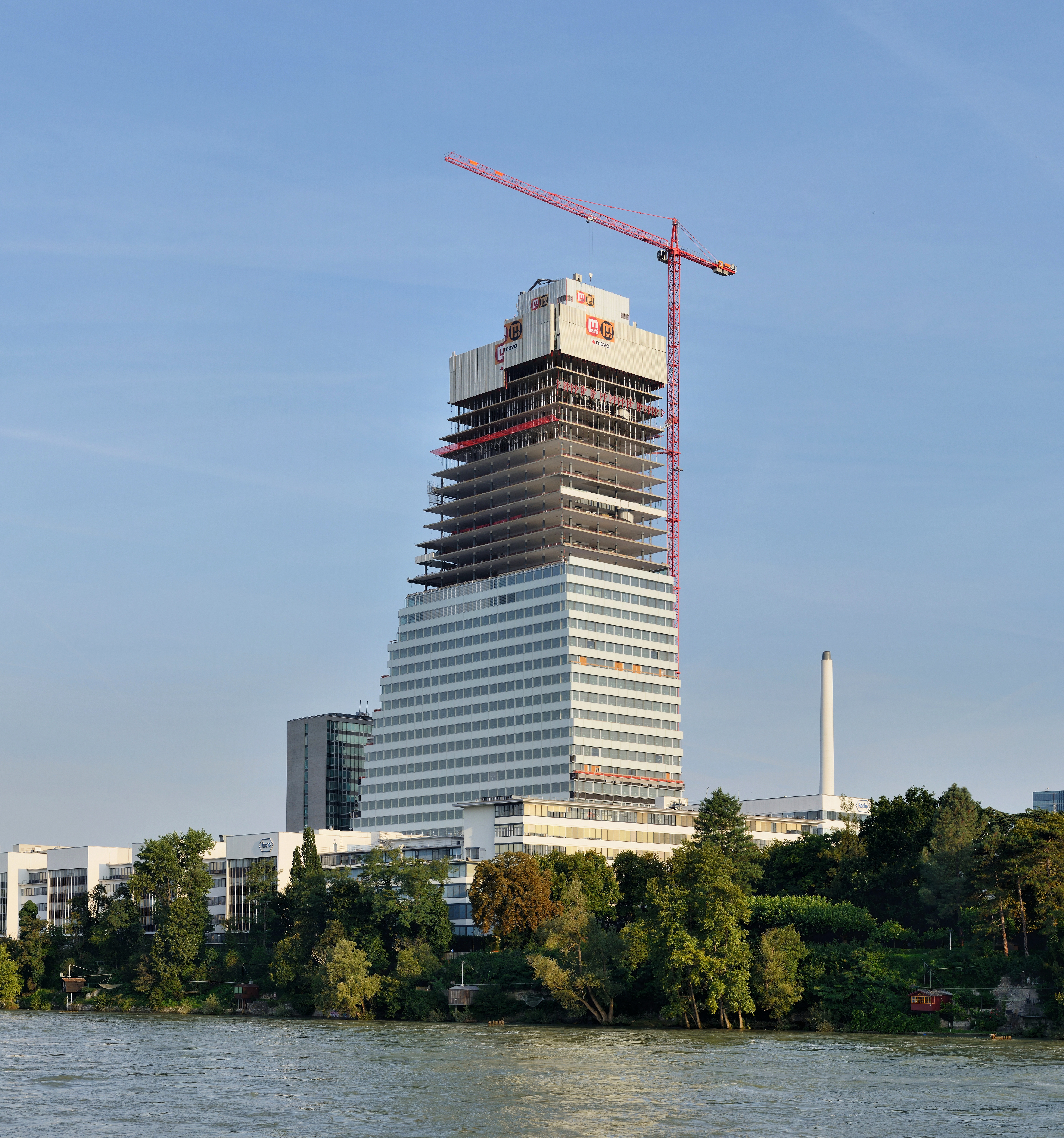
La bâtiment 1 en août 2014.

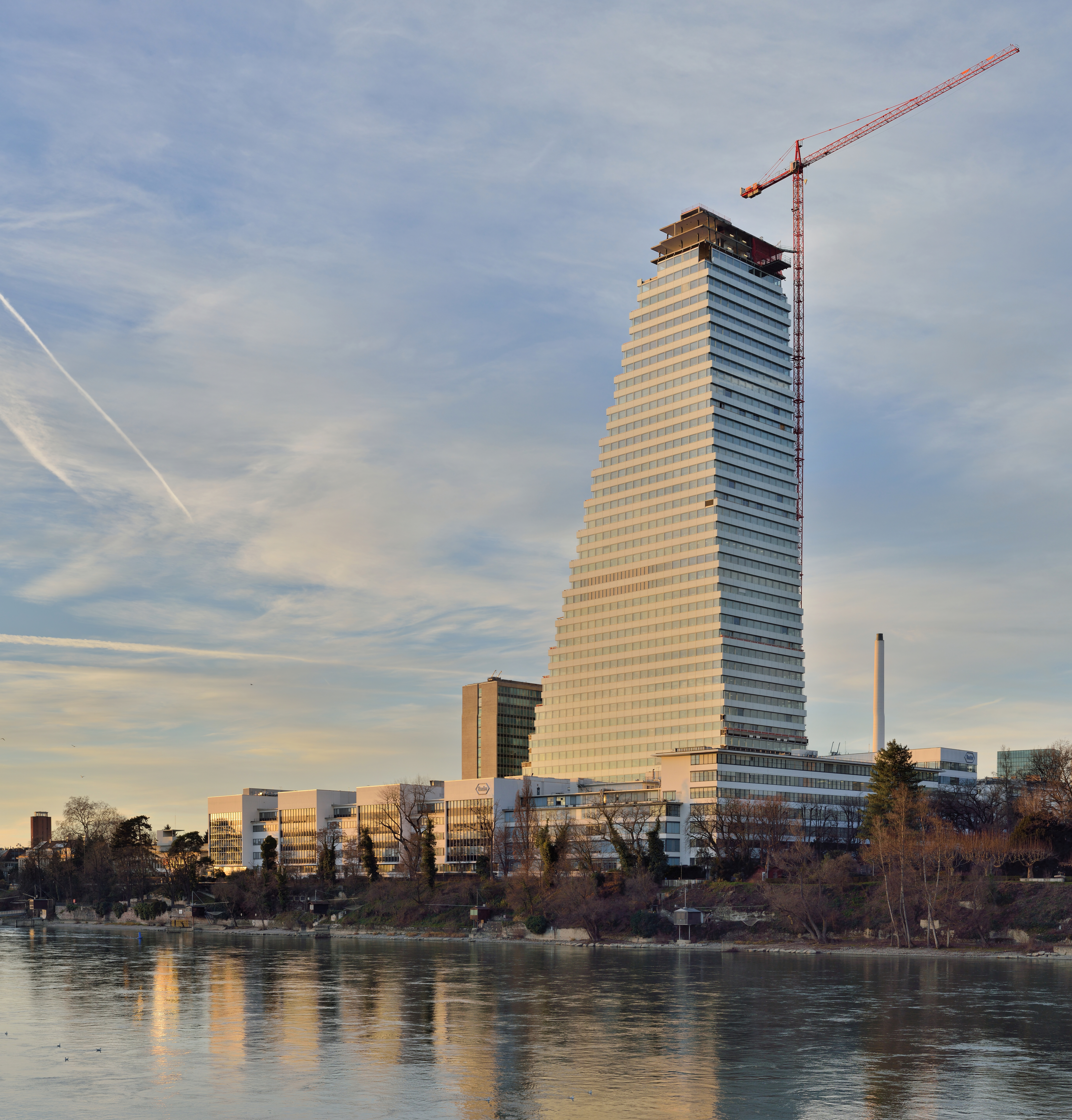
Le bâtiment 1 en décembre 2014.

En raison de la proximité immédiate de la rive du Rhin, une fondation profonde s’impose : elle repose sur 490 ancres et 389 pieux s’enfonçant jusqu’à 50 mètres dans le sol. À l’ouest du chantier, le bâtiment voisin Bau 52, haut de 63 mètres, nécessite une attention particulière. Conçu par l’architecte Roland Rohn, cet édifice de 18 étages doit être protégé, d’autant plus que la présence d’eau souterraine complique les travaux. Une fosse d’excavation étanche est donc mise en place, accompagnée d’un abaissement de la nappe phréatique.
Pour limiter au maximum les déplacements du Bau 52, des calculs de déformation complexes sont menés en amont selon la méthode des éléments finis. La construction du nouveau bâtiment est confiée à l’entreprise Marti, la planification générale à Drees & Sommer, et la conception structurelle au bureau d’ingénierie Weischede, Herrmann und Partner, basé à Stuttgart.
Le planning du projet prévoit l’achèvement du gros œuvre de la tour pour décembre 2014, avec une ouverture annoncée au second semestre 2015. En février 2014, le bâtiment franchit la barre des 100 mètres de hauteur et dépasse ainsi la Prime Tower de Zurich, inaugurée en 2011.
En juillet 2014, il est révélé que 30 ouvriers employés par un sous-traitant polonais basé à Gdańsk, chargés des travaux de façade, sont victimes de dumping salarial. Après une brève grève, un accord est trouvé, incluant notamment le versement d’un complément de rémunération. Les travaux de revêtement de façade s’étendent de septembre 2013 à août 2015, tandis que les aménagements intérieurs sont réalisés en parallèle.
Le 22 octobre 2014, Roche annonce un programme d’investissement de 3 milliards de francs suisses destiné à renforcer durablement son site de Bâle. Outre de nouvelles installations de recherche, l’entreprise prévoit de regrouper une douzaine de sites jusque-là dispersés dans la ville. Un deuxième gratte-ciel, baptisé Bâtiment 2, est prévu pour 2021. Haut de 205 mètres et comptant environ 50 étages, il offrira 1 700 postes de travail. Visuellement proche de la Tour Roche 1, il sera érigé de l’autre côté de la Grenzacherstrasse.
Le 27 novembre 2014, la cérémonie d’inauguration de la Tour Roche est célébrée, marquant l’achèvement de l’enveloppe extérieure du bâtiment. À ce stade, la grue grimpante hydraulique atteint une hauteur de crochet d’environ 204 mètres, tandis que la grue à tour culmine à 191,5 mètres. Pendant la phase de construction, une grue Wolff 7532.16 est fixée en six points au corps de la tour et grimpe sans échafaudage. Elle soulève des éléments de façade pesant jusqu’à deux tonnes. Une seconde grue compacte à flèche relevable, installée à l’ouest du chantier, contourne la structure grâce à un bras de 45 mètres de long, capable de se redresser à la verticale.
Un coffrage grimpant entoure le noyau central de la tour, où la structure porteuse de chaque étage est renforcée puis bétonnée. Le béton met environ dix semaines à durcir, durant lesquelles les étages sont soutenus par des écoinçons. Quelques niveaux plus haut, une seconde plateforme de travail suit le rythme de la construction, sécurisée par un pare-vent périphérique, qui protège également l’un des centres techniques du chantier.
Le démantèlement de la grue grimpante s’effectue en quelques jours à la mi-avril 2015. Les éléments de façade prévus pour reboucher les ancrages laissés par la grue sont installés entre la fin août et le début septembre.

### Depuis l'ouverture
Le Bâtiment 1 est inauguré le 18 septembre 2015. Environ 2 000 employés emménagent progressivement jusqu’au printemps 2016, et le bâtiment atteint sa pleine occupation en mai de la même année. Depuis juillet 2016, de petits groupes de visiteurs ont la possibilité de découvrir la tour lors de visites guidées ouvertes au public intéressé.
En février 2017, un épisode de givrage touche la façade extérieure. Par mesure de sécurité, la Grenzacherstrasse est partiellement fermée à hauteur du bâtiment. Après une longue période de froid, la glace se détache sous l’effet du redoux. Il est supposé que la très bonne isolation thermique du bâtiment en est la cause.

## Description

### Architecture et données

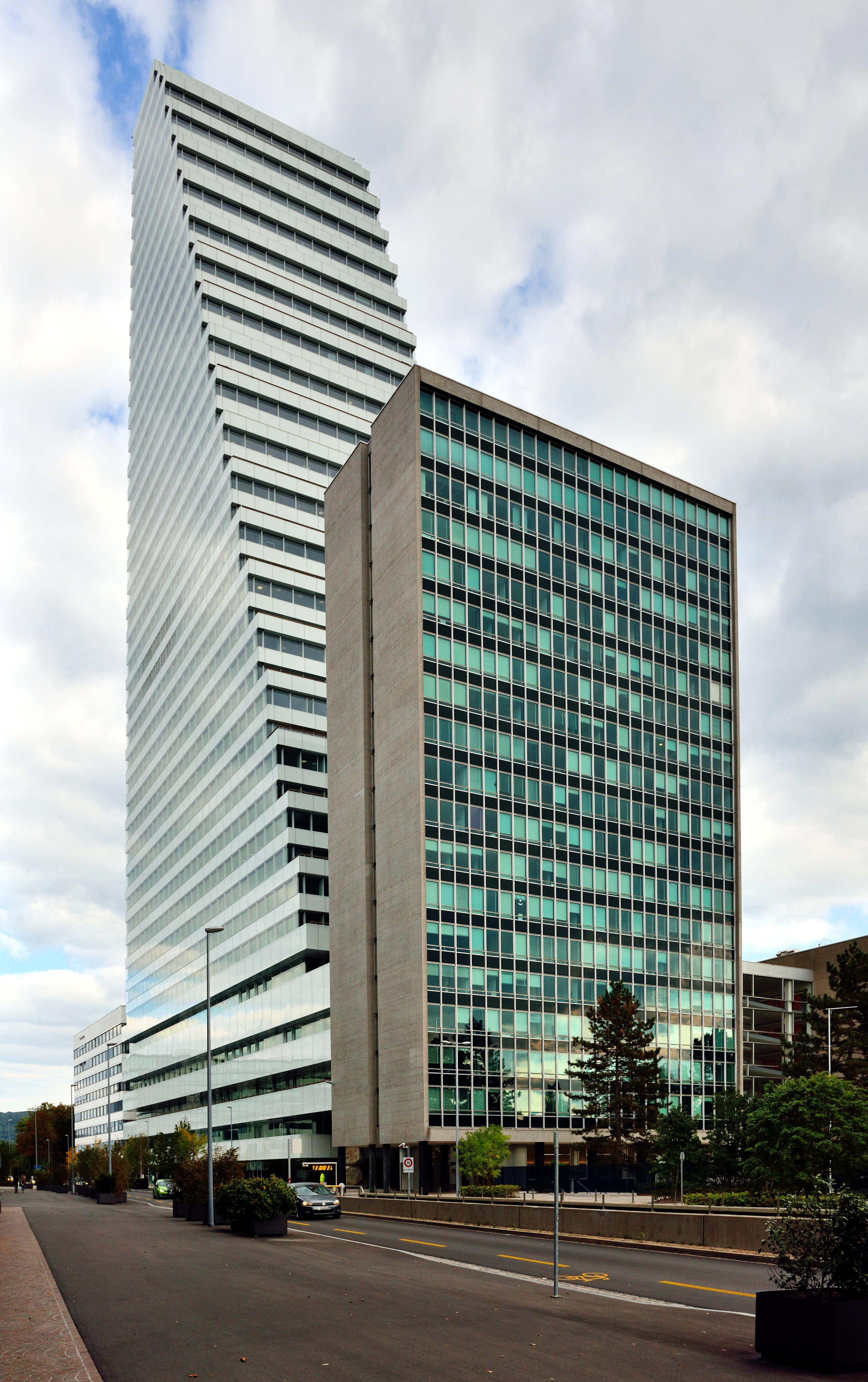
La Tour Roche et le bâtiment 52.

La tour, dont le profil en escalier s’affine vers le sommet sur sa façade ouest, compte trois niveaux de sous-sol et 41 étages supérieurs, avec des hauteurs de pièce variant entre 2,90 et 3,48 mètres. À l’exception des deux derniers niveaux, chaque marche de l'escalier correspond à deux étages. La façade est présente un décalage plus discret, réparti sur trois étages seulement, tandis que les façades nord et sud restent parfaitement verticales, s’alignant harmonieusement avec la rue Grenzacherstrasse.
La masse totale de la Tour Roche atteint 210 000 tonnes, pour une excavation de 130 000 tonnes. Sa construction mobilise 56 000 mètres cubes de béton — dont environ un tiers sous terre — ainsi que 12 000 tonnes d’armature métallique.
L’ensemble de la structure se veut volontairement sobre, avec des éléments de façade blancs. L’architecture s’inspire du langage moderne d’Otto Rudolf Salvisberg, architecte en chef du groupe Roche dans les années 1930, à qui l’on doit de nombreux bâtiments du siège de Bâle ainsi que ses plans d’aménagement.
Au niveau du rez-de-chaussée, la tour mesure 94 mètres de long sur 37 mètres de large, pour une surface au sol de 3 500 mètres carrés. Une vaste terrasse au quatrième étage forme une transition vers l’unité inférieure et est réservée à un usage spécifique : elle complète l’auditorium situé au deuxième étage et le restaurant du personnel au troisième. Ces niveaux inférieurs accueillent des espaces à vocation représentative et fonctionnelle.
Les trois étages en sous-sol, ainsi que les 18e et 39e étages, abritent les installations techniques du bâtiment. La surface brute totale s’élève à 74 200 mètres carrés. Le volume du bâtiment en surface atteint 324 000 mètres cubes, et son volume total, 375 000 mètres cubes.

### Intérieur
Outre un restaurant du personnel pouvant accueillir 350 personnes, une cafétéria de 100 places et une terrasse panoramique au 38e étage, la Tour Roche abrite également un auditorium de 500 places.
Le paysage des bureaux se caractérise par un mélange de bureaux individuels et de groupes, aménageables de manière flexible pour répondre aux besoins des employés. Par exemple, chaque travailleur peut ajuster individuellement l’éclairage, les stores et la température de son espace de travail. Conformément aux standards de la construction Minergie, le bâtiment est entièrement équipé de technologie d'éclairage LED (plus de 10 000 luminaires dans l'ensemble de la tour) et de détecteurs de présence et de mouvement. Plusieurs zones de la tour sont aménagées en espaces de communication, appelées "studios", qui créent des espaces ouverts entre les étages, favorisant la communication verticale. Certaines de ces zones incluent des balcons, qui prolongent la surface habitable, et s’étendent sur deux ou trois étages, orientés vers l'ouest ou l'est.
La tour est équipée de deux cages d’ascenseur. L’une dessert le sous-sol jusqu’au 17e étage, tandis que l'autre fonctionne en continu, reliant le sous-sol aux étages supérieurs à partir du 17e étage. Cette configuration permet aux passagers de changer d'ascenseur à ce niveau. Les ascenseurs Schindler assurent une vitesse de transport allant jusqu’à 6 mètres par seconde.
Le chauffage de la tour est exclusivement assuré par la chaleur résiduelle provenant des locaux de l’entreprise, tandis que le refroidissement est alimenté par la nappe phréatique. Avec un besoin en énergie primaire de 80,2 kWh/(m²-a) pour le chauffage, la ventilation, l’éclairage et le refroidissement, la Tour Roche se distingue par ses faibles besoins énergétiques par rapport aux autres immeubles de grande hauteur, tout en répondant aux exigences d’un bâtiment écologique. Après une phase de surveillance de deux ans, Roche prévoit de mettre en œuvre des améliorations supplémentaires tant au niveau du bâtiment que de son fonctionnement.